# Boža Ilić
Pour les articles homonymes, voir Ilić.
Boža Ilić, en serbe cyrillique (né à Žitni Potok le 17 avril 1919 - mort le 15 juillet 1993, était un peintre serbe. Son œuvre est caractéristique du réalisme socialiste.

## Biographie
Boža Ilić est né à Žitni Potok près de Prokuplje. Il étudia à l'Académie des Beaux-Arts de Belgrade, dans la classe du peintre et pédagogue Milo Milunović.
Diplômé en 1945, sa création reflète d'abord l'inquiétude et les hésitations des artistes serbes après la Seconde Guerre mondiale. Mais, dès 1947, les critiques virent en lui un représentant du réalisme socialiste. Son œuvre comprend des compositions monumentales, mais aussi des portraits, des natures mortes et des paysages. On a de lui un Autoportrait datant de 1948. En 1950, il séjourna à Paris pour approfondir son art.
Il a exposé à Belgrade individuellement en 1953, 1955 et 1958 et, avec d'autres, à la XXVe biennale de Venise en 1950. Des rétrospectives de son œuvre ont été organisées, comme celle de la Galerie d'art contemporain de Niš en 1982 et, surtout, celle du Musée National de Belgrade qui eut lieu en son honneur en 1994. En 1999, un buste le représentant a été installé sur la Place de l'Hisar à Prokuplje.

## Œuvres
Parmi les créations de Boža Ilić, on peut signaler quelques natures mortes comme les Iris (huile sur toile, 1989), la Carafe en majolique (huile sur toile, 1983) ou encore Crabe et coings (huile sur toile, 1982). Parmi les paysages, on peut relever une vue de Paris (huile sur toile, 1974) ou encore un tableau intitulé La Route blanche (huile sur toile, 1991) ou encore Le Printemps (huile sur toile, 1989). Boža Ilić a également peint des compositions historiques comme la Bataille du Čegar ou encore des æuvres plus officielles comme un Portrait de Tito.